# 稲葉ともか
稲葉 ともか（いなば ともか、2002年7月24日 - ）は、日本の女性プロレスラー。愛知県豊川市出身。JTO所属。血液型O型。

## 来歴
父が空手道場の主であり、3歳から空手を習う。また同じ愛知にある誠心会館館長・青柳政司の道場にも出稽古に出向くなど修練を積んでいた。
8歳の頃に家族で沖縄旅行をした際に、母親がプロレスファンもあり、沖縄プロレスを観戦。それがプロレスとの出会いとなる。また母親はプロレスラーに憧れ入門テストを受ける直前、交通事故で足を負傷したため断念している。それからも母親とプロレス観戦する日々が始まり、プロレスリング・ノア興行で見た鈴木みのるのファンとなり、以降アパレルショップ「パイルドライバー」にも通うようになる。
中学卒業と同時に練習生としてKAIENTAI-DOJOに入門するが、交通事故によるケガのため退団する。それでもプロレスラーを諦めきれずにリハビリを続けている時にK-DOJOを退職したTAKAみちのくから声を掛けられたことでJUST TAP OUTへ入門する。
2019年7月8日後楽園ホール大会にて安納サオリ＆日向小陽＆rhythm戦（パートナーはジュリア&米山香織）でデビュー。
2022年3月11日、品川インターシティホールで開催されたスターダムの新設した若手大会、『NEW BLOOD 1』に参戦。Aoiと組み、飯田沙耶、羽南組と対戦するも敗れる。
6月16日、センダイガールズ新木場大会にて、KAIENTAI-DOJO練習生時代の先輩である笹村あやめ（2AW）と初タッグを組んだ。
9月12日、タカタイチデスペマニア代々木大会にて、Aoiと組み、JTO時代の同期である舞華、K-DOJO時代の練習生同期であるMIRAIと対戦した。結果は舞華がAoiから勝利している。

## 人物
2023年3月3日にJUST TAP OUTからデビューした稲葉あずさは実妹。

## 得意技
- 一撃必殺ともか蹴り

座り込んだ相手へ『一撃必殺！』と叫び、ロープへ向かって戻った際に相手の正面へ『ともか蹴り！』と叫んで入れる回し蹴り（ローキック）。
- 一撃必殺ともか蹴り・改

構えを取り『一撃必殺！』と叫んで蹴るジャンピングハイキック。
- 一絞足殺ともか絞め
- 足殺ともか固め
- 手殺ともか固め
- ともか心拳（しんけん）

胸への正拳突き
- ともか刀（とう）

頭部への手刀
- 稲葉落とし

変形みちのくドライバーII。ただしTAKAみちのくの許可は得ていない。

## タイトル歴
プロフェッショナルレスリングJUST TAP OUT
- QUEEN of JTO（第2代・第4代・第7代・第10代）
- JTO GIRLSタッグ王座（初代・第6代）（パートナーはAoi→rhythm）
- JTO GIRLSトーナメント優勝（2022年・2024年）

センダイガールズプロレスリング
- センダイガールズワールドジュニアチャンピオン（第8代）

## 入場曲
- KARATE GIRL